# Rosohî, Starîi Sambir
Rosohî (în ucraineană Росохи) este un sat în comuna Voloșînovo din raionul Starîi Sambir, regiunea Liov, Ucraina.

## Demografie
Componența lingvistică a localității Rosohî
     Ucraineană (100%)
Conform recensământului din 2001, toată populația localității Rosohî era vorbitoare de ucraineană (100%).